# Bernhard Letizky
Bernhard Letizky (* 17. Oktober 1944 in Wien) ist ein österreichischer Schauspieler.

## Leben
Zunächst studierte er an der Universität in Wien die Fächer Theaterwissenschaften und Germanistik sowie an der Musikakademie das Fach Klarinette. Erst danach nahm er bei Vera Balser-Eberle Schauspielunterricht.
Einem breiten Publikum wurde er bekannt durch die Rolle des Franz Ginster in der ARD-Vorabendserie Marienhof, in der er vom 28. September 1993 bis Dezember 1994 zu sehen war. Mit seiner Serienpartnerin Regina Lemnitz, die in dem Format seine Gattin Fanny Ginster spielte, stand er auch schon zuvor mehrfach auf der Bühne.

## Filmografie

### Kino
- 2002: 666 – Traue keinem, mit dem du schläfst! (als Jennifers Vater)
- 2002: Faust und Mephisto

### Fernsehen
- 1969: Der Gefoppte (als Victor)
- 1970: Der tolle Tag (als Cherubin)
- 1971: Der Wirrkopf (als Leandro)
- 1972: Don Gil von den grünen Hosen (als Don Martin)
- 1980: Die unsterblichen Methoden des Franz Josef Wanninger (als Franz Haderer)
  - Ein gewiefter Scheibenschütze
  - Papier ist geduldig
- 1983: Die fünfte Jahreszeit
  - Krieg
  - Frieden
- 1993–1994: Marienhof (als Franz Ginster)
- 1995: Ärztin in Angst (als Mueller)
- 1998: Preis der Unschuld
- 2001: Tratsch im Treppenhaus (als Seefeldt)
- 2005: Die Rosenheim-Cops – Der Kaiser ist tot (als Ludwig Kaiser)
- 2006: SOKO Kitzbühel – Tödliche Hände (als Franz Weiss)
- 2009: SOKO 5113 – Späte Frucht (als Hartmut Jesch)

## Theater
- Metropol-Theater München – Das Dschungelbuch (als Schlange Kaa, alter Wolf)